# ادوارد آقاجانیان (سیاستمدار)
ادوارد آرتوری آقاجانیان (ارمنی: Էդուարդ Արթուրի Աղաջանյան؛ زادهٔ ۲۹ اوت ۱۹۸۸) یک دی‌جی، سیاستمدار اهل ارمنستان است که از تاریخ ۲۰۲۱ تا تاریخ ۲۰۲۶ سمت نمایندگی دوره هشتم مجلس ملی جمهوری ارمنستان را برعهده داشت.

## زندگی‌نامه
در ۲۹ اوت ۱۹۸۸ ‏ در ایروان به دنیا آمد  و از دانشگاه بین‌المللی موناکو (۲۰۱۲) فارغ‌التحصیل شد. 

## نگارخانه

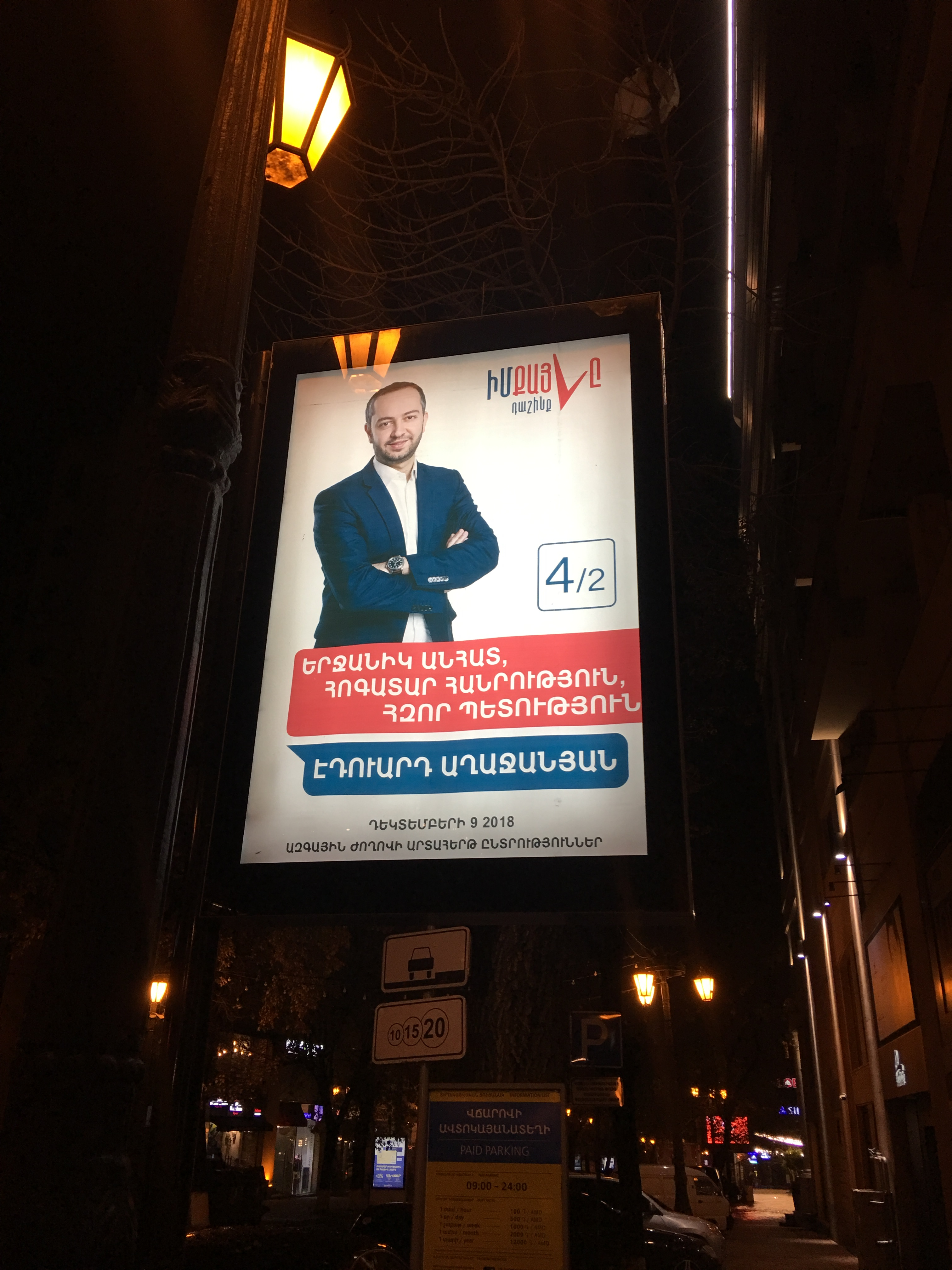

## یادداشت
1. ↑  ՀՀ ԱԺ արտաքին հարաբերությունների մշտական հանձնաժողովի նախագահ
2. ↑  ՀՀ վարչապետի աշխատակազմի ղեկավար
3. ↑  Երևանի ավագանու անդամ
4. ↑  Մոնակոյի միջազգային համալսարան